# Oleksandr Maksymov
Oleksandr Maksymov est un footballeur ukrainien, né le 13 février 1985 à Zaporijia. Il évolue au poste de milieu relayeur.

## Palmarès
Vierge